# Doug Fieger
Doug Fieger (20. august 1952 – 14. februar 2010) var en amerikansk singer-songwriter, som var forsanger for rockbandet The Knack.
Før at han dannede The Knack, spillede han på bas og sang i gruppen Sky, som blev grundlagt af producer Jimmy Miller. Sky indspillede to albums for RCA Records, produceret af Andy Johns.
Han skulle i gennem en hjerneoperation i august 2006 for at få to tumorer fjernet, han fik sidenhen kemoterapi til behandling af lungekræft.
Han døde den 14. februar 2010, som følge af kræft.